# Estany Mort (östra Canillo)
Estany Mort är en sjö i Andorra.   Den ligger i östra delen av parroquian Canillo, i den östra delen av landet, 18 kilometer öster om huvudstaden Andorra la Vella. Estany Mort ligger 2 560 meter över havet.